# Павло Самосатський
Павел І Самосатский (грец. Παΰλος ό Σαμοσατεύς; 200 — 275) — єпископ (патріарх) Антиохійський (260-272); богослов, відкидав божественість  Ісуса Христа, його вчення було засуджено як єресь на Антіохійському соборі (268 року). Послідовників його вчення називали павліанами, ця група існувала до IV ст.

## Біографія
Про ранні роки Павла Самосатського відомо лише те, що він був низького походження.
Став патріархом Антіохійським в 260 роки, і приблизно в той же час висунув своє вчення, яке звичайно кваліфікується як «динамістичне монархіанство». Крім цього, він займав світську посаду прокуратора-дуценарія і користувався заступництвом цариці Пальміри Зиновії.
Висунуті проти нього звинувачення розглядалися на кількох соборах; на першому з них, у 264, він був звинувачений у єретичних поглядах, у безсоромній розкоші і в тому, що він, найскандальнішим чином, допустив жінок жити в його будинку.
Антіохійський собор (269) остаточно скинув Павла, проте фактично змістити його з єпископської кафедри вдалося тільки після того, як Антіохія була 272 року захоплена Авреліаном і підпорядкована Риму.
В творах Євсевія Кесарійського зберігся фрагмент листа Малхіона, що містить опис ходу і рішень цього собору і адресований єпископам і пресвітерам всього християнського світу; це послання залишається єдиним достовірним документом тієї епохи, що стосуються Павла Самосатського.  Вчення останнього, що примикає до динамістичного монархіанства, було східним різновидом адопціонізму, і нагадувало вчення Феодота і Артемона на Заході.
Він заперечував божественну суть Христа і розрізнення осіб Отця, Сина і Святого Духа, стверджуючи, що є тільки одна божественна Особа. Відповідно до його навчання Ісус був за своєю природою людиною, подібною іншим людям, але згодом на нього зійшов Логос (Божественне Слово) і що після цього він став Богом, але не за природою, а через з'єднання Логосу з людиною-Ісусом внаслідок вибраності, дій і волі останнього.
Павло доводив, що уявлення про те, що Ісус був Сином Божим «за природою», ведуть до двобожжя, і на цій підставі він заборонив співати в церкві хвалу Христу. Вплив Павла Самосатського в тій чи іншій мірі позначився на поглядах Лукіана Антіохійського і на системі Арія, яка теж мала антіохійське коріння.